# Сан-Мігел-ду-Мату (Арока)
Сан-Мігел-ду-Мату (порт. São Miguel do Mato; МФА: [ˈsɐ̃w mi.ˈgɛɫ du ˈma.tu]) — парафія в Португалії, у муніципалітеті Арока. Розташована в західній частині країни, на теренах історичної португальської провінції Бейра. Входить до складу округу Авейру. За адміністративним поділом, чинним до 1976 року, терени парафії були складовою провінції Берегове Дору. Належить до Авейрівської діоцезії Католицької церкви. Патрон — святий Михаїл. Площа — 17,1047 км². Населення — 598 ос. (2011). Слабо урбанізований регіон. Густота населення — 34,96 осіб/км²
. Код — 010417.

## Географія

Арока (2013)
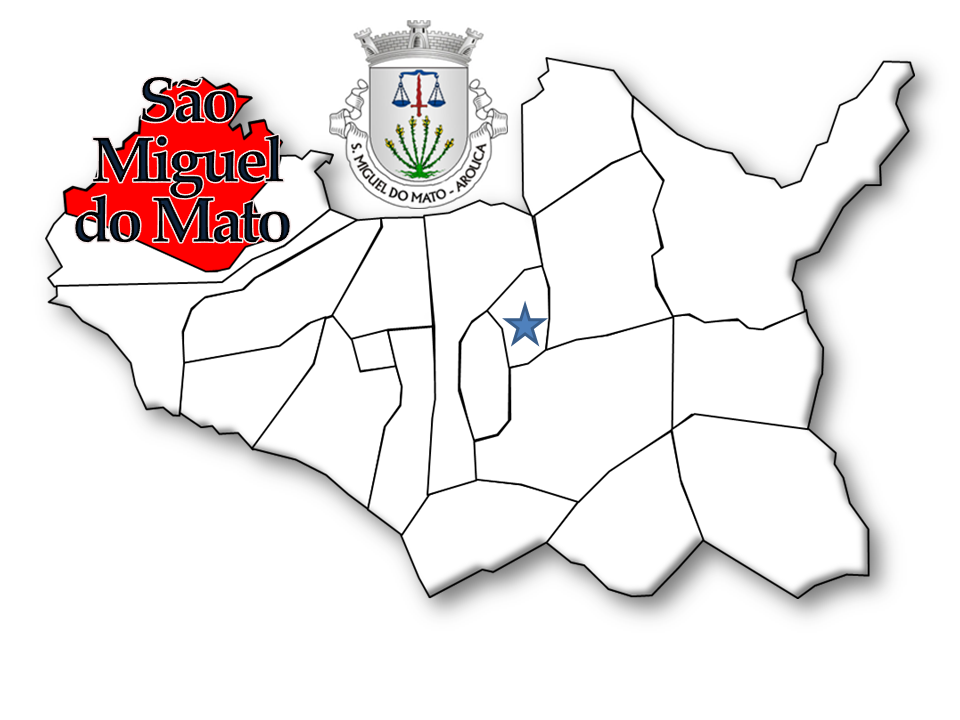
Сан-Мігел-ду-Мату

## Населення
| Кількість мешканців | Кількість мешканців | Кількість мешканців | Кількість мешканців | Кількість мешканців | Кількість мешканців | Кількість мешканців | Кількість мешканців | Кількість мешканців | Кількість мешканців | Кількість мешканців | Кількість мешканців | Кількість мешканців | Кількість мешканців | Кількість мешканців |
| ------------------- | ------------------- | ------------------- | ------------------- | ------------------- | ------------------- | ------------------- | ------------------- | ------------------- | ------------------- | ------------------- | ------------------- | ------------------- | ------------------- | ------------------- |
| 1864                | 1878                | 1890                | 1900                | 1911                | 1920                | 1930                | 1940                | 1950                | 1960                | 1970                | 1981                | 1991                | 2001                | 2011                |
| 765                 | 618                 | 696                 | 729                 | 743                 | 860                 | 947                 | 1.070               | 1.122               | 1.048               | 1.010               | 979                 | 851                 | 800                 | 598                 |